# Universidade de Ciências Aplicadas Rhein/Main

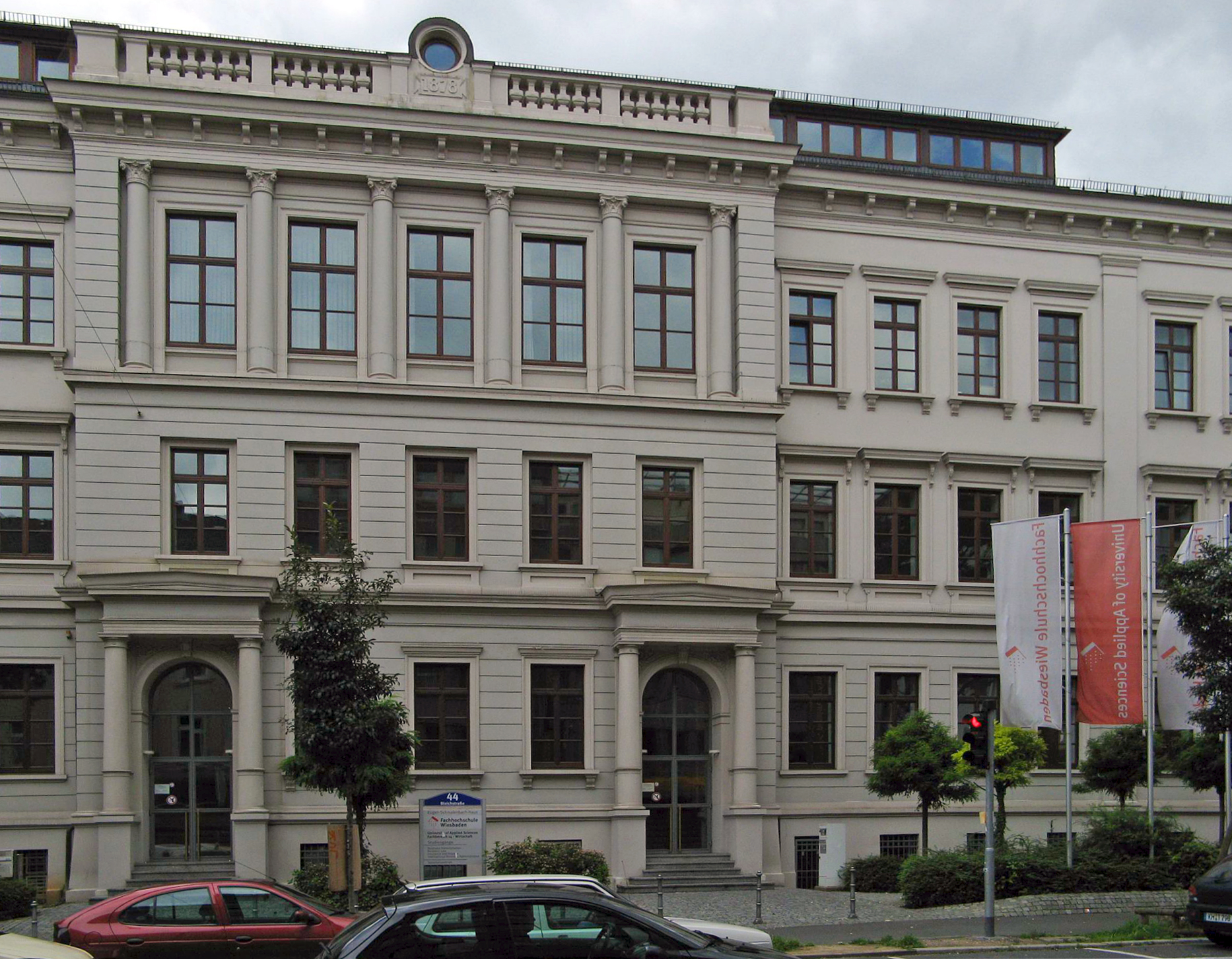

A Universidade de Ciências Aplicadas Rhein/Main (em alemão: Hochschule Rhein/Main)  é uma universidade da Alemanha, localizada em Wiesbaden. Fundada em 1971, é una maior universidade de ciências aplicadas da Hesse.